# Steve Reich
Stephen Michael "Steve" Reich, född 3 oktober 1936 i New York City, New York, är en amerikansk kompositör av huvudsakligen minimalistisk modern konstmusik. Reich tilldelades 2007 års Polarpris.

## Verkförteckning
- Soundtrack från Plastic Haircut, tape (1963)
- Music for two or more pianos (1964)
- Livelihood (1964)
- It's Gonna Rain, tape (1965)
- Soundtrack från Oh Dem Watermelons, tape (1965)
- Come Out, tape (1966)
- Melodica för melodica och tape (1966)
- Reed Phase för sopransaxofon eller något annat träblåsinstrument och tape eller tre träblåsinstrument (1966)
- Piano Phase för två pianon eller två marimbor (1967)
- Slow Motion Sound (1967)
- Violin Phase för violin och tape eller fyra violiner (1967)
- My Name Is för tre bandspelare och musiker (1967)
- Pendulum Music för 3 eller 4 mikrofoner, förstärkare och högtalare (1968, reviderad 1973)
- Four Organs för fyra elorglar och maracas (1970)
- Phase Patterns för fyra elorglar (1970)
- Drumming för 4 par stämda bongotrummor, 3 marimba, 3 klockspel, 2 kvinnliga röster, vissling och piccoloflöjt (1970/71)
- Clapping Music för två handklappande musiker (1972)
- Music for Pieces of Wood för fem par stämda claves (1973)
- Six Pianos (1973) – transkriberad som Six Marimbas (1986)
- Music for Mallet Instruments, Voices and Organ (1973)
- Music for 18 Musicians (1974–76)
- Music for a Large Ensemble (1978)
- Octet (1979) – indragen till förmån för 1983 års revision för en något större ensemble, Eight Lines
- Variations for Winds, Strings and Keyboards för orkester (1979)
- Tehillim för röster och ensemble (1981)
- Vermont Counterpoint för elförstärkt flöjt och tape (1982)
- The Desert Music för kör och orkester eller röster och ensemble (text av William Carlos Williams, 1983)
- Sextet för slagverk och keyboard (1984)
- New York Counterpoint för elförstärkt klarinett och tape, eller 11 klarinetter och basklarinett (1985)
- Three Movements för orkester (1986)
- Electric Counterpoint för elgitarr eller elförstärkt akustisk gitarr och tape (för Pat Metheny, 1987)
- The Four Sections för orkester (1987)
- Different Trains för stråkkvartett och tape (1988)
- The Cave opera för fyra röster, ensemble och video (med Beryl Korot, 1993)
- Duet för två violiner och stråkensemble (tillägnad Yehudi Menuhin, 1993)
- Nagoya Marimbas för två marimbor (1994)
- City Life för elförstärkt ensemble (1995)
- Proverb för röster och ensemble (text av Ludwig Wittgenstein, 1995)
- Triple Quartet för elförstärkt stråkkvartett (med förinspelad tape), eller tre stråkkvartetter, eller stråkorkester (1998)
- Know What Is Above You för fyra kvinnliga röster och 2 tamburiner (1999)
- Three Tales för videoprojektor, fem röster och ensemble (med Beryl Korot, 1998–2002)
- Dance Patterns för 2 xylofoner, 2 vibrafoner och 2 pianon (2002)
- Cello Counterpoint för elförstärkt cello och multikanal-tape (2003)
- You Are (Variations) för röster och ensemble (2004)
- For Strings (with Winds and Brass) för orkester (1987/2004)
- Variations for Vibes, Pianos, and Strings dansstycke för tre stråkkvartetter, fyra vibrafoner och två pianon (2005)
- Daniel Variations för fyra röster och ensemble (2006)
- Double Sextet för 2 violiner, 2 celli, 2 pianon, 2 vibrafoner, 2 klarinetter, 2 flöjter eller ensemble och förinspelad tape (2007)
- 2x5 för två trumset, två pianon, fyra elgitarrer och två elbasar (2008)
- Mallet Quartet för två marimbor och två vibrafoner eller fyra marimbor (eller solo slagverk och tape) (2009)
- WTC 9/11 för stråkkvartett och tape (2010)
- Finishing the Hat för två pianon (2011)
- Radio Rewrite för ensemble (2012)
- Quartet för två vibrafoner och två pianon (2013)
- Pulse för blåsare, stråkar, piano och elbas (2015)
- Runner för stor ensemble (2016)
- Music for Ensemble and Orchestra (2018)